# 東橋 (下郷町)
東橋（あずまばし）は、福島県南会津郡下郷町にある道路橋である。

## 概要
- 全長：84.0m
- 幅員：6.0(7.0)m
- 形式：鋼単純合成箱桁橋
- 施工：矢田工業
- 竣工：2012年度

下郷町北部にて一級水系阿賀野川水系鶴沼川を渡り、国道118号を通す。東詰は高陦字下居平乙、西詰は字滝ノ上乙に位置する。現在の橋は2012年度に架け替えられたものであり、地域活力基盤創造事業により建設された。工場製作の桁を送出し工法によって渡し架設された。総工費は5億1600万円。橋上は上下対向2車線で供用されており、歩道は設置されていない。

## 沿革
- 1962年 - 先代の橋梁が建設される。
  - 全長：96.3m
  - 幅員：6.0m
  - 形式：鋼単純活荷重合成箱桁橋[2]
- 2012年度 - 旧橋梁のすぐ上流側に現在の橋が建設される。

## 周辺
- 東北電力鶴沼川発電所
  - 会津乗合自動車鶴沼発電所前バス停